# Сліпота (телесеріал)
Сліпота (англ. See) — американський науково-фантастичний драматичний телесеріал, зроблений на замовлення Apple TV+, написаний Стівеном Найтом та зрежисований Френсісом Лоуренсом. Прем'єра серіалу відбулась 1 листопада 2019 року та відразу серіал був продовжений на 2 сезон, що побачив світ 27 серпня 2021 року.

## Сюжет
У далекому майбутньому людська раса втратила зір, і суспільству доводиться знаходити нові способи взаємодії, будівництва, полювання та виживання. Тим часом, дружина сліпого воїна та вождя села Алкенні Баби Восса народжує двох близнюків. На превеликий подив усього племені, близнюки можуть бачити.
По мірі того, як чутки про це диво поширюються, це привертає увагу іншого племені та його королеви, які ні перед чим не зупиняться, аби дістати близнюків. Щоб захистити своїх дітей, Восс змушений покладатися на свої інстинкти та повинен згуртувати своє плем'я, щоб знищити королеву та її тиранічний культ, перш ніж вони зможуть захопити дітей.

## У ролях
- Джейсон Момоа — Баба Восс
- Сільвія Гукс — королева Кейн
- Елфрі Вудард — Періс
- Гера Гілмер — Магра
- Крістіан Камарго — Тамакті Джун
- Арчі Мадекве — Кофун
- Неста Купер — Ганіва
- Ядіра Гевара — Прип
- Моріан Арія — Гетер Бакс
- Мерілі Телкінгтон — Саутер Бакс
- Франц Драмех — Бутс
- Дейв Батиста — Едо Восс (2 сезон)
- Гун Лі — Відьмолов (2 сезон)
- Том Місон — лорд Гарлан
- Девід Г'юлетт — Тормада
- Майкл Реймонд-Джеймс — Рейнджер

## Епізоди
| Сезон | Епізоди | Епізоди | Оригінальний випуск | Оригінальний випуск |
| Сезон | Епізоди | Епізоди | Перший випуск       | Останній випуск     |
| ----- | ------- | ------- | ------------------- | ------------------- |
| 1     | 8       | 8       | 1 листопада 2019    | 6 грудня 2019       |
| 2     | 8       | 8       | 27 серпня 2021      | 15 жовтня 2021      |
| 3     | 8       | 8       | 26 серпня 2022      | 14 жовтня 2022      |

| № | Титул                   | Режисер                 | Написано                                     | Оригінальна дата випуску |
| --- | ----------------------- | ----------------------- | -------------------------------------------- | ------------------------ |
| 1 | «Боже полум'я»          | Френсіс Лоуренс         | Стівен Найт                                  | 1 листопада 2019         |
| У постапокаліптичному майбутньому, де людська раса втратила чуття зору, у Маґри народжується двоє немовлят. Вона — новоприбула у плем'я Алкенні, яке поколіннями живе у пишних лісах. Їй допомагає Періс — сільська староста зі знаннями минулого. Тим часом королева Кейн — правитель армії Відьмоловів, наказала своєму генералу-відьмолову Тамактті Джуну полювати на будь-яких так званих «відьом» — тих, хто пропагує концепцію зору або поширює знання про «Джерламарел», людину зі здатністю бачити. У селищі Алкенні вождь племені Баба Восс — прийомний батько немовлят та чоловік Магрі — готує село до бою. Член племені Гетер Бакс зраджує Алкенні, розкриваючи місце поселення Тамакті Джун, а також згадує про народження немовлят та чутки про те, що їхній батько є міфічним Джерламарелом. Баба Восс і Алкенні вступають у кривавий бій для захисту населеного пункту, і армія Відьмоловів відступає. Із виявленням їх розташування, Баба Восс і Періс ведуть Алкенні до нещодавно відкритого мосту, який забезпечує прохід племені з долини. Баба Восс руйнує міст, запобігаючи переслідуванню. Після багатоденних подорожей Алкенні знаходить нову територію для створення поселення. |                         |                         |                                              |                          |
| 2 | «Повідомлення у пляшці» | Френсіс Лоуренс         | Стівен Найт                                  | 1 листопада 2019         |
| Під час полювання в лісі з двома немовлятами, Баба Восс атакує ведмедя, але його рятує невідомий чоловік. Чоловік представляє себе Джерламарелом. Він просить Бабу Восс виховувати своїх дітей і зберігати їх у безпеці до того часу, поки вони не подорослішають, і повідомляє йому, що він заховав скриньку, що містить «знання» на сусідньому водоспаді, як подарунок дітям. Баба Восс витягує скриньку, де є десятки книг. Тим часом Гетер Бакс продовжує висловлювати незадоволення керівництвом Восса. Разом зі своєю тіткою Сутер Бакс вони таємно залучають ще одного члена племені — Лук Лева, який виступає в ролі Тіні (людини, кваліфікованої в отриманні інформації таємно), щоб шпигувати за Бабою Восс. Маґра, Баба Восс і Періс виявляють, що немовлята — тепер їх назвали Кофун і Ганіва — можуть бачити і погоджуються більше не говорити про відкриття протягом дванадцяти років. Усвідомлюючи цю інформацію, Гетер Бакс посилає повідомлення у пляшці вниз по річці. Через дванадцять років Періс йде проти бажання Магри та повідомляє Кофуну та Ганіві, що Джерламарел — їх справжній батько та надає їм коробку книг для читання та навчання. |                         |                         |                                              |                          |
| 3 | «Свіжа кров»            | Френсіс Лоуренс         | Стівен Найт і Хаді Ніколас Діб               | 1 листопада 2019         |
| Через кілька років Кофун і Ганіва перебувають на межі повноліття і останні кілька років вони витратили на знання та вміння з книг Джерламарела. Тим часом, після кількох років невдалих спроб знайти дітей, генерал відьмолов Тамакті Джун повертається до палацу королеви Кейн, яка схвалює його прохання вбити себе, а не стратити як покарання за його невдачу. Королева Кейн отримує повідомлення Гетера Бакса, в якому той повідомляє про місце розташування Алкенні, і вона передумала вбивати Тамактті Джун, замість того ще раз наказує йому полювати на дітей. У поселенні Алкенні, інцестуальні стосунки Гетера та Сутер Бакс призводять до народження хворої дитини. У відповідь Баба Восс, Магра та Періс разом з кількома молодшими Алкенні шукають сусідній «фестиваль», щоб заохотити членів племені шукати партнерів поза своїм племенем. Кофун та Ганіва, без відома батьків з цікавістю йдуть за спиною. Група потрапляє на фестиваль, але виявляють, що чутки про відьом розповсюджуються і стають свідками спалення невинних людей. Кофуна захоплюють торговці рабами. Ханіва повідомляє своїх батьків, а група відстежує торговців рабами до колишнього гірничого кар'єру. Баба Восс розповідає про своє минуле, коли він був торговцем рабами, перш ніж здійснити жорстокий порятунок Кофуна. Плем'я повертається в селище Алкенні, щоб виявити армію Відьмоловів на межі нападу. |                         |                         |                                              |                          |
| 4 | «Ріка»                  | Андерс Енгстрем         | Стівен Найт і Хаді Ніколас Діб               | 8 листопада 2019         |
| Коли армія Відьмолова вторгується в селище Алкенні, Баба Восс, Магра, Періс, Кофун та Ганіва рятуються разом з Луком Левом. Баба Восс приводить групу до річки і плоту, який він раніше спорудив таємно. Гетер Бакс вкотре зраджує плем'я і веде Відьмоловів до річки в гонитві за групою, перш ніж відстежувати їх. Група захищається від нападу, перш ніж Ганіва смертельно поранить Гетера Бакса і плем'я втече вниз. Тим часом парламент королеви Кейн скликає і висловлює розчарування у зв'язку з кількістю ресурсів, які використовуються для пошуку дітей Джерламарела протягом багатьох років. Невдовзі два члени парламенту — лорд Дюн і леді Ан, змовляться вбити королеву Кейн, однак змову підслуховує королева-коханка Нірі, яка розкриває план. Повернувшись біля річки, Періс демонструє останній лист Кофуну та Ганіві від їх батька. У листі містяться вказівки щодо місцезнаходження Джерламарела. Група голосує за дотримання інструкцій і пізніше влаштовується на ніч біля багаття. Наступного ранку група виявить відсутність зброї. Тим часом королева Кейн, заманювана в пастку, страчує лорда Дюна та леді Ан за допомогою Нірі. Коли її послідовники піднімаються проти неї, королева Кейн дестабілізує греблю, внаслідок чого структура руйнується, і обіцяє сама шукати Джерламарела.                                                                                      |                         |                         |                                              |                          |
| 5 | «Пластик»               | Андерс Енгстрем         | Стівен Найт і Су Х'ю                         | 15 листопада 2019        |
| Коли армія Тамакті Джун наближається до Баби та сім'ї, минуле Магри виходить назовні. |                         |                         |                                              |                          |
| 6 | «Шовк»                  | Стівен Сурджик          | Стівен Найт, Джонатан Е. Штейнберг і Ден Шоц | 22 листопада 2019        |
| Баба і сім'я зраджені. Королева Кейн використовує свою хитрість, щоб сміливо зустріти конфлікт. |                         |                         |                                              |                          |
| 7 | «Лавандова дорога»      | Фредерик І. О. Туа      | Стівен Найт і Роберт Левін                   | 29 листопада 2019        |
| Близнюки потрапили на роздоріжжя у своїй подорожі до Будинку просвітництва. |                         |                         |                                              |                          |
| 8 | «Будинок просвітництва» | Саллі Річардсон-Вітфілд | Стівен Найт і Джонатан Троппер               | 6 грудня 2019            |
| Близнюки зустрічають Джерламарела і нарешті відкривають правду. |                         |                         |                                              |                          |

## Виробництво
10 січня 2018 року було оголошено, що Apple замовила один сезон. Автором сценарію виступив Стівен Найт, режисером — Френсіс Лоуренс, вони обоє також виконали обов'язки виконавчих продюсерів разом з Пітером Черніном, Дженно Топінг і Крістен Кампо. Продюсерськими компаніями стали Chernin Entertainment та Endeavor Content.

### Кастинг
У липні 2018 року було оголошено, що Джейсон Момоа та Альфрі Вудерд були затверджені на зйомки у серіалі. У серпні 2018 року було оголошено, що до основного акторського складу приєдналися Ядіра Гевара-Прип, Неста Купер, Сільвія Гукс та Арчі Мадекве. 18 жовтня 2018 року повідомлялося, що Крістіан Камарго та Гера Гілмер також з'являться у серіалі. Олівер Рей Алерон та Спенсер Прюветт з Archspire з'являються як камео в першому епізоді.

### Зйомки
Основна зйомка першого сезону розпочалася 17 вересня 2018 року у Ванкувері, Британська Колумбія, Канада і мала тривати до 8 лютого 2019 року. У жовтні 2018 року повідомлялося, що зйомки відбуваються в районах провінційного парку Кемпбелл і Страткона на острові Ванкувер, Британська Колумбія.

## Критика
Вебсайт оглядів Rotten Tomatoes дав серіалу 39-відсотковий рейтинг схвалення на основі 38 відгуків, із середньою оцінкою 4,95 / 10.